# Trai Turner
Pour les articles homonymes, voir Turner.
(en) Statistiques sur pro-football-reference
Trai Denzell Turner, né le 14 juin 1993 à La Nouvelle-Orléans, est un joueur américain de football américain qui évolue au poste d'offensive guard. Depuis 2021, il joue pour la franchise des Steelers de Pittsburgh en National Football League (NFL).

## Biographie

### Carrière universitaire
Étudiant à l'université d'État de Louisiane, il joue avec les Tigers pendant une saison, en 2013.

### Carrière professionnelle
Il est sélectionné au 3e tour, 92e rang au total, par les Panthers de la Caroline lors de la draft 2014.
Le 25 juin 2021, il signe un contrat d'un an et d'un montant de 3 millions de dollars avec les Steelers de Pittsburgh,.